# 鈴木政吉
鈴木 政吉（すずき まさきち、1859年12月11日（安政6年11月18日 - 1944年（昭和19年）1月31日）は、尾張国名古屋出身のヴァイオリン製作者。鈴木バイオリン製造株式会社の創業者。
ヴァイオリン製作技術を独学で身に付け、1900年（明治33年）にはパリ万国博覧会の楽器部門で入賞した。才能教育法スズキ・メソードの創始者である鈴木鎮一は三男。

## 経歴

### 幼少時
1859年12月11日（安政6年11月18日、鈴木政吉は尾張国名古屋（現在の愛知県名古屋市東区宮出町）に生まれた。父は尾張藩の御手先同心である鈴木正春（1827年 - 1884年）、母はたに。次男である。父の正春は名古屋で生まれ、同心株を買って武士となった人物で、母のたには神官の娘であった。同心で職芸を持っているものは届け出ることになっていたが、正春は琴や三味線作りを内職としていた。
政吉は一旦別家の養子となるが、10歳の折に養父が亡くなり、実家へ戻っている。1870年（明治3年）、政吉は尾張藩の音楽隊太鼓役として年俸5両で出仕しているが、太鼓がラッパに変わったため失職した。尾張藩から特待生に取り立てられ、藩立洋学校（現在の愛知県立旭丘高等学校）に2年ばかり通学したが、制度が代わり学費の目途がなくなると退学した。
父・正春の禄高としては、1875年（明治8年）時点で公債証書の一時支給として14か月分555円の公債が与えられ、正春はこれを元に琴三味線店を開いた。1873年（明治6年）、政吉は従姉の嫁ぎ先である東京・浅草並木町の塗物商に奉公に出た。酷使された店が閉店すると、名古屋の両親のもとで一人前の三味線職人となった。

### ヴァイオリン製造を志す
1887年（明治20年）、政吉は愛知県尋常師範学校の音楽教師である恒川鐐之助（1867-1906）に唱歌を習い始めた。一か月ほど経った頃、政吉は門人仲間の甘利鉄吉が持っていた日本製ヴァイオリンを目にする。それは東京・深川の松永定次郎が作ったものであった。
ヴァイオリンを作ったら売れるという甘利の言葉を聞き、政吉はヴァイオリンを製作する決心をしたが、実物のヴァイオリンは少しの時間しか貸してもらえず、木材も入手できず、苦労を重ねることとなった。1887年（明治20年）から1888年（明治21年）には第1号となるヴァイオリンを製作したが売れなかった。第2号を経て、第3号は第1号の2倍の音量を出せるほど進歩した。1888年（明治21年）には自作のヴァイオリンが恒川の門人に売れたことで、政吉は自信を持った。

### 東京音楽学校での楽器鑑定
1887年（明治20年）に発足した東京音楽学校のお雇い音楽教師ルドルフ・ディットリヒは政吉のバイオリンを鑑定し、「東京市内にも2、3か所で製作しているが、この品には到底およばない。和製品としては今日第一位を占めるものである」と評価した。彼の推薦文はいくつかあるが、1893年（明治26年）の『音楽雑誌』には「輸入ヴァイオリンと同様の音質をもち、廉価である」と掲載され、このことも鈴木の自信を深めることになった。
なお鈴木のヴァイオリンについては、その後も音楽学校教員のアウグスト・ユンケル（1907年）とグスタフ・クローン（1913年）、宮内省式部職雇音楽教師のべルヘルム・ドゥブラブチッチ（1909年）がそれぞれ推薦状を書いている。日本人としては1908年（明治41年）に幸田延と安藤幸がそれぞれ推薦状を書いた。

### 本格生産開始と販路の確立
1889年（明治22年）には長男の梅雄が誕生した。同年には東京・銀座の共益商社、大阪の三木佐助とも契約を結んで販路を拡大した。1890年（明治23年）には北側の家を300円で購入し、本格的にヴァイオリンの生産を始めた。なお、政吉の弟子は7、8人いたが、いずれも彼の知人で、士族出身者であった。1888年（明治21年）にはオルガン製作を行っていた山葉寅楠（ヤマハ創業者）と契約を結び、その後も鈴木と山葉は交流を持った。1889年（明治22年）にアメリカ視察旅行に出かけた山葉は鈴木のヴァイオリンを持参したが、税関に保管されるなどして面倒をかけたという。なお、この旅行には政吉は同行していない。

### 内国勧業博覧会とシカゴ万国博覧会
1890年（明治23年）には上野公園で第3回内国勧業博覧会が開催され、ヴァイオリン部門には11名から出品があったが、鈴木は同部門最高賞の3等有功賞を得た。1893年（明治26年）にはアメリカ合衆国のシカゴ万国博覧会にも出品したが、ランク付けは行われず、単一ランクの褒章が与えられた。

### ヴァイオリン教則本の執筆
日本で使われた初期のヴァイオリン教本はクリスティアン・ハインリヒ・ホーマンが著しているが、その後、1891年（明治24年）には日本人として初めて恒川が『バイオリン教科書』を出版した。その後数種類の教科書が出たが、1902年（明治35年）には政吉も『バイオリン独習書』を刊行している。「一月一日」（上真行作曲）、「君が代」、「愉快なる家」（埴生の宿、楽しき我が家楽しき我が家）、「英吉利国歌」（女王陛下万歳）などが収録されている。

### その後の博覧会での受賞
1895年（明治28年）、第4回内国勧業博覧会が京都の岡崎公園で開催され、進歩3等賞に選ばれた。その際、鈴木の作品に対して「高額ではければ1等賞でもよいくらいだ」というコメントがなされている。1900年（明治33年）にはフランスで開催されたパリ万国博覧会に出品したが、「モデルにするべきでないドイツ製品をモデルにしている」という辛口のコメントを受けて選外佳作となった。99%の出品者に何らかの褒章が与えられたが、政吉は外国製品と変わらないという前向きのとらえ方をした。
1903年（明治36年）の第5回内国勧業博覧会には、ヴァイオリン、ビオラ、チェロを出品して2等賞を得た。1904年（明治37年）にアメリカ合衆国で開催されたセントルイス万国博覧会には、第5回内国勧業博覧会における1等賞のみ出品が許可されたため、政吉は出品することができなかった。1906年（明治39年）に行われた奉天商品展覧会にも出品した。1909年（明治42年）にアメリカ合衆国のシアトルで開かれたアラスカ・ユーコン太平洋博覧会では、鈴木バイオリンは金牌を受賞した。
1906年（明治39年）にはマンドリン、1907年（明治40年）にはクラシック・ギターの製作を開始した。1910年（明治43年）に開催された第10回関西府県連合共進会では、ビオラが1等賞、チェロとヴァイオリンが2等賞を得た。コメントに「機械力を応用して廉価に製造するがゆえに、今日これと拮抗するものは皆無なり。今回出品するものは僅か定価2円なり。音楽普及の良媒にて、山葉寅楠と共に好模範である」とある。
1910年（明治43年）にイギリスのロンドンで開かれた日英博覧会には、日英博覧会愛知出品同盟会常務委員を務めていた関係で訪欧した。審査の結果、日本楽器製造会社と鈴木政吉が名誉大賞を得た。すでに有名であった山田耕筰が、政吉をおじということにして、フランスのヴァイオリン製造工場を見学させたというエピソードがある。これを機に山田との交流が続いた。

### 輸出と大量生産
明治30年代にヴァイオリンの国内市場のシェアを8割に拡大させた政吉は、海外進出を模索するようになった。日本におけるヴァイオリン輸出の先達だったのは山葉寅楠である。1909年（明治42年）の雑誌『音楽界』によると、ヴァイオリンは元々ドイツから輸入されてきたが、自国での生産量は輸入量の3分の一にまで増え、学校用楽器では国産が中心とのことだった。1918年（大正7年）には渦巻き形削成機の特許を出願しており、その後も大小10種の特殊機械を発明した。1912年（明治45年）の鈴木バイオリンは年間7304本のヴァイオリンを製造していた。

### 新しい楽器
不況の影響や流行の変化によって、日本ではヴァイオリン離れが進んだこともあり、他の楽器の製造にも着手した。マンドレーラは三味線に代わる家庭楽器であり、1928年（昭和3年）の案内書ではマンドリンと三味線のコラボレーションというコンセプトだった。宮城道雄の推薦をマンドレーラの宣伝に利用した。ヤマト・ピアノは琴をモダンにしたもので、定価60円で販売したが、マンドレーラもヤマト・ピアノも売り上げは芳しくなかった。

### 皇室と政吉
1913年（大正2年）に鈴木バイオリンの工場が勅使御差遣の栄誉を受けた。1927年（昭和2年）には昭和天皇に単独拝謁の栄誉を受けた。
徳仁は皇太子時代に、政吉が1926年（大正15年）に製造したヴァイオリンを高松宮宣仁親王から直接贈られたという。政吉の伝記を著した音楽学者の井上さつきは、徳仁の厚意でこのヴァイオリンを見る機会があり、政吉の円熟期の作品と説明している。ヴァイオリン製作者の松下敏幸もこのヴァイオリンを見たことがあり、井上と同意見だった。

### 経営悪化とその後
昭和に入ってヴァイオリンの生産の状況は厳しくなった。鈴木バイオリンを主体とする愛知県の生産量は1926年（大正15年）に6万個、売上高26万2000円を記録していたが、1928年（昭和3年）には3万4000個、売上高11万2000円と落ち込み、さらに1930年（昭和5年）には1万300個、売上高6万5000円にまで激減した。
1930年（昭和5年）には株式会社に改組して鈴木バイオリン製造株式会社とし、本社は名古屋市松山町に置いた。1932年（昭和7年）に不渡りを出して倒産に追い込まれた。営業不振がその主因であるが、土地・建物の暴落、1931年（昭和6年）の明治銀行の倒産も要因だった。破産後には鈴木梅雄が陣頭指揮を執って経営再建に取り組み、人員整理を行うなどして約半年で会社債務を完済した。
政吉は社長の職を退き、1934年（昭和9年）には下出義雄（しもいでよしお）を社長に迎えた。下出は名古屋の企業家で、後に衆議院議員に就任しているが、戦後には公職追放されている。鈴木バイオリン製造株式会社の倒産後、政吉は妻とともに東京都北区滝野川の借家に居を移した。しかし、1934年（昭和9年）には愛知県知多郡大府町の工場の隣接地に移り住み、死去するまで10年間は楽器の研究に打ち込んだ。

### 年表
- 1859年 - 尾張藩の下級武士の2男に生まれる。
- 1870年 - 尾張藩の太鼓役となるも半年で失職。藩の洋学校に入学。
- 1872年 - 洋学校を退学。
- 1873年 - 江戸で丁稚奉公。
- 1875年 - 奉公先の主人が亡くなり帰郷。家業（三味線製作）に従事。
- 1884年 - 父・正春が死亡。
- 1887年 - 小学校の唱歌教師を志し、習いに通う。同門の和製ヴァイオリンを見て一晩借用し、作り始める。近藤之婦と結婚。
- 1888年 - 第1号完成。ぼつぼつ注文がくるも、舶来と比較して、雲泥の差があり、ショックを受ける。
- 1889年 - 楽器をもって上京。東京音楽学校でディトリッヒに試弾してもらい、好評を得る。銀座の商社と取引開始。長男梅雄誕生。
- 1890年 - 作業場を拡大する。第3回内国勧業博覧会でヴァイオリン最高位の3等有功賞を得る。
- 1893年 - アメリカのシカゴ・コロンブス万国博覧会で褒章受章。
- 1895年 - 第4回内国勧業博覧会で進歩3等賞授賞。
- 1900年 - パリ万国博覧会で褒章受章。バイオリンの渦巻きの部分を作る機械を発明する。
- 1903年 - 第5回内国勧業博覧会で2等賞授賞。
- 1905年 - 工場新設。
- 1906年 - マンドリンを作り始める。
- 1907年 - ギターを作り始める。名古屋市議会議員に就任。
- 1910年 - ロンドンで開かれた日英博覧会にヴァイオリンを出品。名誉大賞を受賞。
- 1911年 - 関西府県連合共進会で、ヴィオラ、チェロ、マンドリン、コントラバスで授賞。
- 1913年 - 勅使御差遣の栄。ギターの製作開始。
- 1915年 - 東京大正博覧会で金牌授賞。パナマ太平洋国際博覧会（サンフランシスコ）で金賞受賞。
- 1917年 - 緑綬褒章を受ける。
- 1922年 - 平和祈念東京博覧会で名誉賞受賞。
- 1923年 - 名バイオリニスト、クライスラー名古屋に来る。
- 1925年 - 紺綬褒章を受章。
- 1926年 - 米国独立150年記念万国博覧会（英語版）（フィラデルフィア）で金牌授賞。名古屋商工会議所商業部長に就任。
- 1927年 - 名古屋離宮にて昭和天皇と単独拝謁。
- 1930年 - 個人経営を廃し、株式会社鈴木バイオリン製造に組織を変える。
- 1932年 - 会社経営が行き詰まり、和議申請。東京滝野川の借家に移る。
- 1933年 - 和議認可。
- 1934年 - 社長の職を退き、下出義雄が社長に就任。
- 1937年 - 名古屋汎太平洋平和博覧会にて鈴木政吉製作のヴァイオリンが金牌授賞。
- 1941年 - 下出社長辞任。梅雄社長就任。
- 1944年1月13日 - 愛知県知多郡大府町名高山にて死去。死因は肺炎。死去の3日前までバイオリン製造に没頭していた。

## 家族
政吉は子沢山で、2人の妻、乃婦（1887年結婚、1947没）、良（1928没）との間に9男（うち、七男と八男は夭折）4女をもうけた。長男・梅雄は高等小学校卒業後、13歳にしてただちに父の工場に入り、次男・六三郎も父の工場に入った。三男・鈴木鎮一は良の子供で、名古屋市立商業学校卒業後工場に入ったが、プロのヴァイオリニストの道を歩み、ドイツで勉強し、父のヴァイオリン製作にも大きな影響を与えた。鎮一は1955年10月18日、政吉の胸像除幕式でヴァイオリンを弾いたが、その写真が残されている。富士絃楽器社の社長である山田健三は甥。シンガーソングライターのタケカワユキヒデは玄孫。
- 本人 : 鈴木政吉
  - 長男 : 鈴木梅雄 - ヴァイオリン製作者。
  - 次男 : 鈴木六三郎 - ヴァイオリン製作者。
  - 三男 : 鈴木鎮一 - ヴァイオリニスト。
  - 甥 : 山田健三 - 富士弦楽器社社長。
    - 玄孫 : タケカワユキヒデ - シンガーソングライター。

## 関連作品
- 「日本のヴァイオリン王〜名古屋が生んだ世界のマエストロ 鈴木政吉物語〜」
  - フジテレビ系列。2016年2月14日放送。武田真治が政吉役で主演[20]。

- 「開運!なんでも鑑定団」
  - テレビ東京系列。2022年10月11日放送。鈴木バイオリン製造社長の小野田祐真が依頼人として出演し、アルベルト・アインシュタインが政吉へ送った手紙がお宝として鑑定された[21]。